# Tatamy
Tatamy es un borough ubicado en el condado de Northampton en el estado estadounidense de Pensilvania. En el año 2000 tenía una población de 930 habitantes y una densidad poblacional de 690.8 personas por km².

## Geografía
Tatamy se encuentra ubicado en las coordenadas 40°44′27″N 75°15′12″O / 40.74083, -75.25333.

## Demografía
Según la Oficina del Censo en 2000 los ingresos medios por hogar en la localidad eran de $48,942 y los ingresos medios por familia eran $55,750. Los hombres tenían unos ingresos medios de $38,333 frente a los $26,797 para las mujeres. La renta per cápita para la localidad era de $21,759. Alrededor del 3.8% de la población estaba por debajo del umbral de pobreza.